# Neustadt in Sachsen

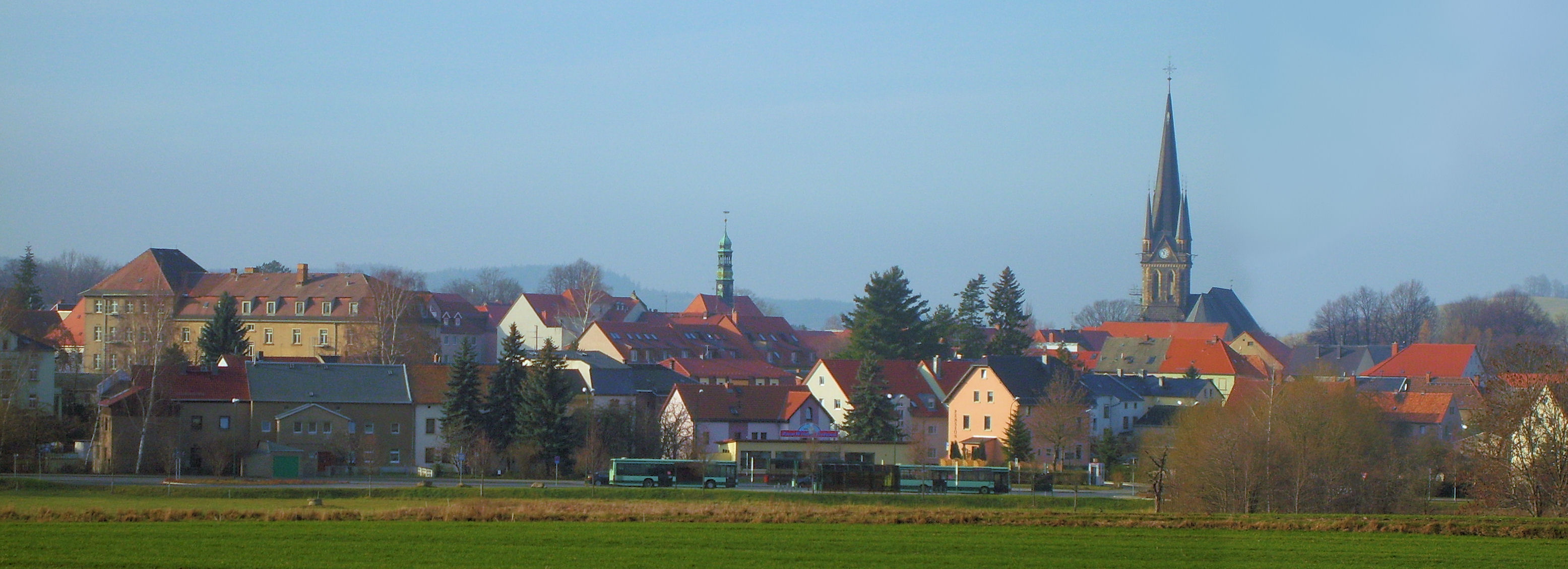
Blick auf die Stadt vom Nordosten

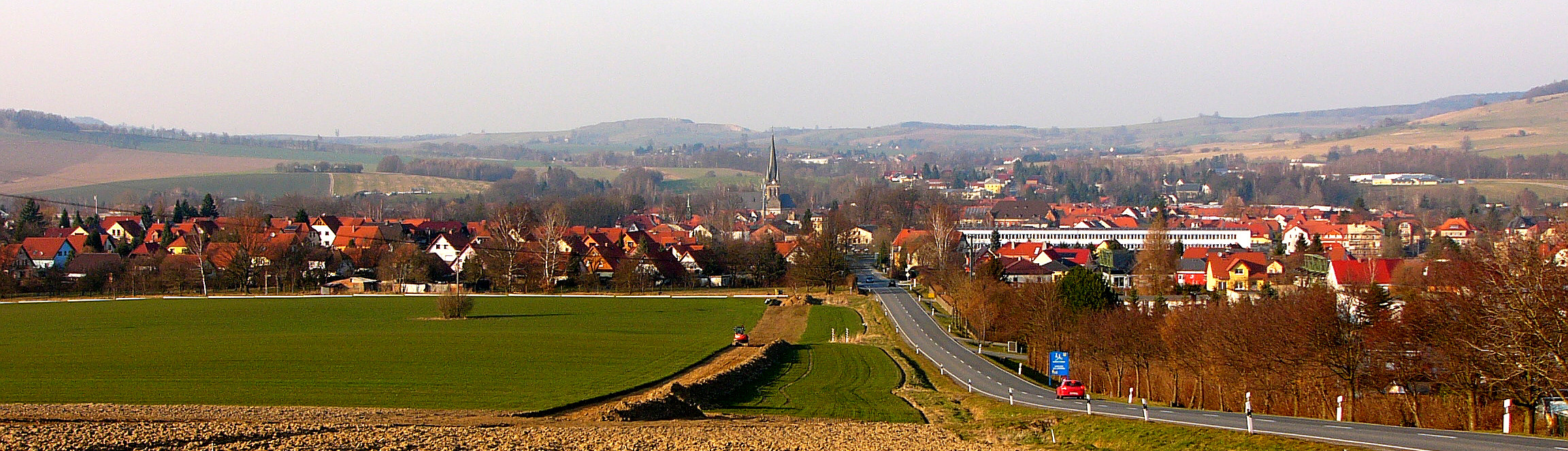
Neustadt vom Süden aus gesehen

Neustadt in Sachsen ist eine Stadt im Landkreis Sächsische Schweiz-Osterzgebirge in Sachsen.

## Geographie

### Lage
Neustadt in Sachsen liegt eingebettet im Neustädter Tal zwischen den Bergrücken des Hohwalds und des Ungerbergs nahe der Grenze zu Tschechien.
Das Neustädter Tal liegt an der Grenze zwischen Lausitzer Bergland und Elbsandsteingebirge nahe der Lausitzer Überschiebung. Wer sich aus westlicher Richtung aus Dresden oder Stolpen kommend dem Ort nähert, überquert als erstes den Karrenberg (mundartlich Kornberg gesprochen). Obwohl der Berg inzwischen unbewaldet ist und manchmal Getreide darauf angebaut wird, hat er seine Bezeichnung nicht vom Korn, sondern von den Schubkarren, mit denen die Handelsleute im Mittelalter diesen Berg auf der alten Salzstraße überquerten. Von hier bietet sich ein Blick über die Stadt und ihre Umgebung.
Südwestlich befindet sich der Ortsteil Polenz. Das gleichnamige Flüsschen bahnt sich seinen Weg erst durch Granit und dann durch Sandstein bis zum Zusammenfluss mit dem Sebnitzbach und mündet nach einigen Kilometern als Lachsbach in der Nähe von Bad Schandau in die Elbe. Das Tal ist bekannt für die Märzenbecherwiesen im Polenztal, eines der größten natürlichen Vorkommen wildwachsender Märzenbecher in Deutschland.
Weiter südlich steigt der Bergrücken des Ungers (538 Meter) mit dem Fernsehturm und dem Aussichtsturm an. Ein Vorberg des Ungers ist die Götzingerhöhe – ein Aussichtspunkt mit Turm und Gaststätte in 425 m Höhe südlich von Neustadt. Diese ist ein beliebtes Ausflugsziel der Neustädter. Man erreicht sie vom Neubaugebiet Bruno-Dietze-Ring aus über den Promenadenweg, wo es einen Picknickplatz mit kleiner Kneippanlage gibt. Vom Turm, der aus einer Eisenkonstruktion besteht, hat man einen Rundblick ins Elbsandsteingebirge, Erzgebirge, Lausitzer Bergland und bei guter Sicht auch bis ins Isergebirge und Riesengebirge. Im Winter ist die Abfahrt von der Götzingerhöhe als Rodelbahn beliebt. Nach Osten hin geht der Blick über das Langburkersdorfer Tal, wo die Polenz entspringt. Dahinter befinden sich die Berge Nordböhmens. Im Nordosten befindet sich der Hohwald mit seiner höchsten Erhebung, dem Valtenberg (588 m).

### Stadtgliederung
Die Stadt gliedert sich in den Hauptort und weitere acht amtliche Gemeindeteile. Mit Stand vom 31. Dezember 2017 hatten neben der Kernstadt zwei weitere Stadtteile (Polenz und Langburkersdorf) über 1000 Einwohner sowie zwei (Berthelsdorf und Oberottendorf) über 500.
| Name                | Stadtteil seit | Einwohner |
| ------------------- | -------------- | --------- |
| Berthelsdorf        | 1. August 2007 | 0643      |
| Krumhermsdorf       | 1. Januar 1974 | 0469      |
| Langburkersdorf     | 1. August 2007 | 1859      |
| Neustadt in Sachsen | –              | 6661      |
| Niederottendorf     | 1. August 2007 | 0367      |
| Oberottendorf       | 1. August 2007 | 0501      |
| Polenz              | 1. Januar 1994 | 1320      |
| Rückersdorf         | 1. August 2007 | 0320      |
| Rugiswalde          | 1. August 2007 | 0260      |

## Geschichte

### Erste Erwähnung im 14. Jahrhundert
Im Jahr 1333 erfolgte die erste urkundliche Erwähnung Neustadts als Goldbergbaustadt. Die Gründer waren Freiberger Bergleute und nannten die Siedlung Nuwenstad bzw. Niwenstad. Anfangs gehörte die Stadt zum Königreich Böhmen unter der Herrschaft der Berka von der Dubá. Obwohl es bis in jüngste Zeit immer wieder Versuche zum Goldbergbau in der Gegend gab und auch die  Begleitminerale die Existenz von Goldadern bei Neustadt und im Hohwald vermuten ließen, wurde nie etwas gefunden. Dass die Stadt trotzdem nicht an Bedeutung verlor liegt daran, dass sich hier eine damals wichtige Kreuzung zweier Handelsstraßen, der Straße von Dresden nach Reichenberg und der Pilgerstraße von Bautzen zum böhmischen Wallfahrtsort Mariaschein, befand. An der damaligen Pilgerstraße stand wahrscheinlich schon vor der Stadtgründung die erste Kirche, die Hospitalkirche, an der später nach der Einrichtung benannten Hospitalstraße. Bald nach der Stadtgründung wurde die Jakobikirche gebaut, entweder benannt nach dem gleichnamigen Kirchenpatron Jakobus wie in Freiberg oder nach dem hier vorbeiführenden mittelalterlichen Jakobsweg.

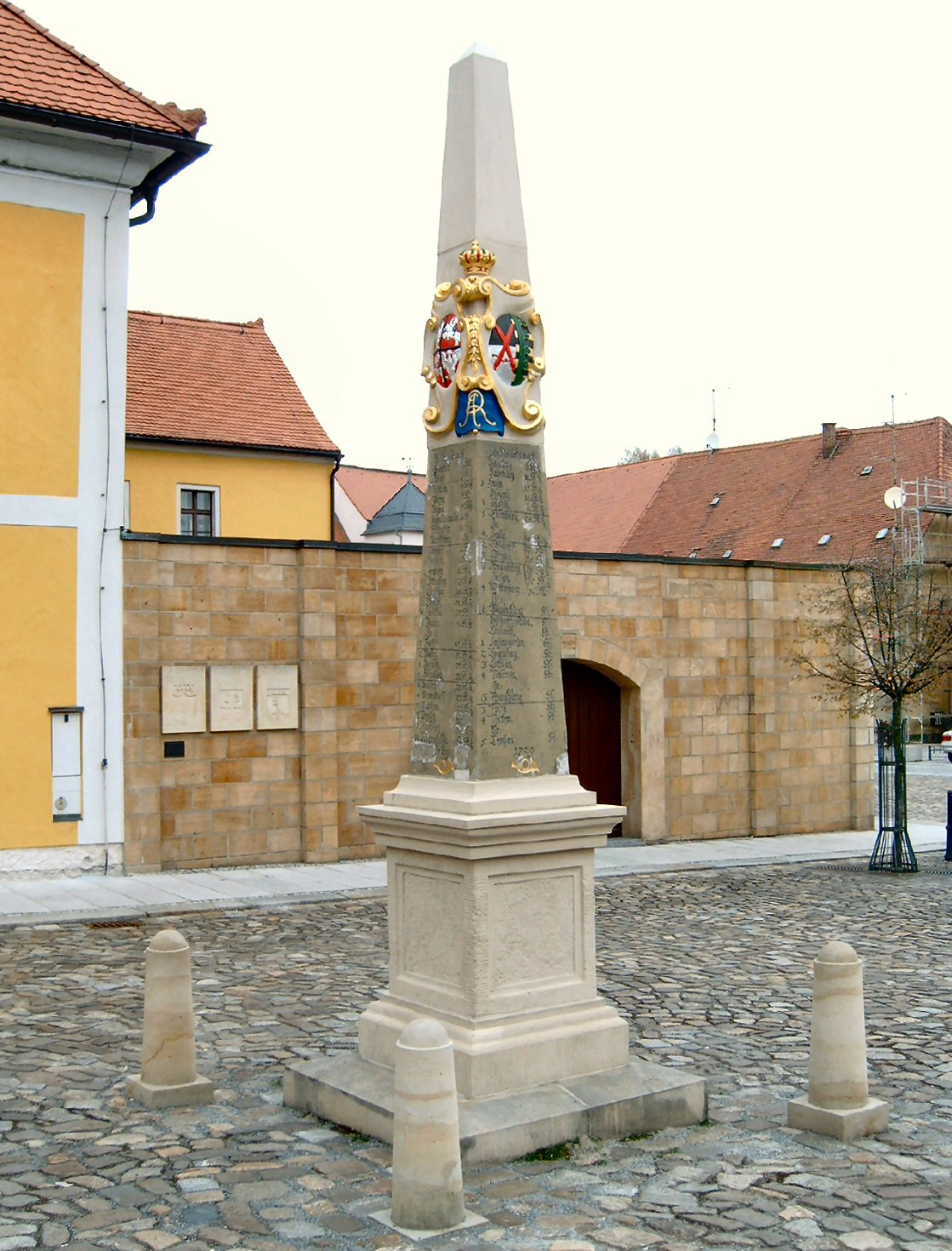
Kursächsische Postmeilensäule

Im Jahr 1451 kam die Stadt durch Kauf in den Besitz des sächsischen Kurfürsten Friedrich des Sanftmütigen und blieb von da an in sächsischem Eigentum.
Im Jahr 1768 schlossen die Meister der Schmiede-, Schlosser- und Wagnerinnung in Neustadt eine Wette ab, wer wohl in kürzester Zeit ein hölzernes Wagenrad fertigen könne. Das Rad wurde dann innerhalb von sieben Stunden gefertigt und noch vor Sonnenuntergang bis in die Residenzstadt Dresden gerollt. Eine Kopie ist heute im Heimatmuseum zu sehen. Das Original befindet sich im Schloss Moritzburg.
Von 1938 bis 1945 wurden im größten Industriebetrieb am Ort, den Heringwerken, Flak-Geschütze des Kalibers 8,8 gefertigt.
Anfang Mai 1945 beschlossen Einwohner Neustadts, ihre Stadt, in der sich keine deutschen Truppen befanden, kampflos an die heranrückende Rote Armee und 2. Polnische Armee zu übergeben. Die Kapitulation sollte durch das Hissen weißer Fahnen angezeigt werden. Ein fanatischer HJ-Führer, der sich mit einigen Hitlerjungen in der Schule verschanzt hatte und das Feuer auf die heranrückenden Rotarmisten eröffnete, machte dieses Vorhaben zunichte. Dies hatte auf beiden Seiten Opfer zur Folge. Auch großkalibrige Waffen kamen zum Einsatz. Durch das russische Artilleriefeuer kam es zu Zerstörungen und Bränden. Sowjets und Polen begannen, die noch verbliebenen Bewohner aus ihren Häusern zu vertreiben und diese in Brand zu stecken. Die Hälfte der Gebäude rund um den Markt brannte auf diese Weise ab. Nur das Eingreifen des katholischen und evangelischen Pfarrers sorgte für den Erhalt der übrigen Gebäude: Beide suchten unter Lebensgefahr den sowjetischen Kommandeur auf und flehten ihn an, den Rest der Stadt zu verschonen. Hilfreich war dabei, dass der katholische Pfarrer Sorbe war und somit eine dem Russischen und Polnischen verwandte Muttersprache sprach.

### Eingemeindungen
Krumhermsdorf wurde am 1. Januar 1974 eingemeindet. Polenz kam am 1. Januar 1994 hinzu. Am 1. August 2007 erfolgte nach einem Bürgerentscheid die Eingliederung von Berthelsdorf, Ober- und Niederottendorf, Rückersdorf, Langburkersdorf und Rugiswalde der Gemeinde Hohwald.

## Politik

### Stadtrat
Seit der Gemeinderatswahl am 9. Juni 2024 verteilen sich die 18 Sitze des Stadtrates folgendermaßen auf die einzelnen Gruppierungen:
- Wählervereinigung „Neustädter für Neustadt“ (NfN): 6 Sitze

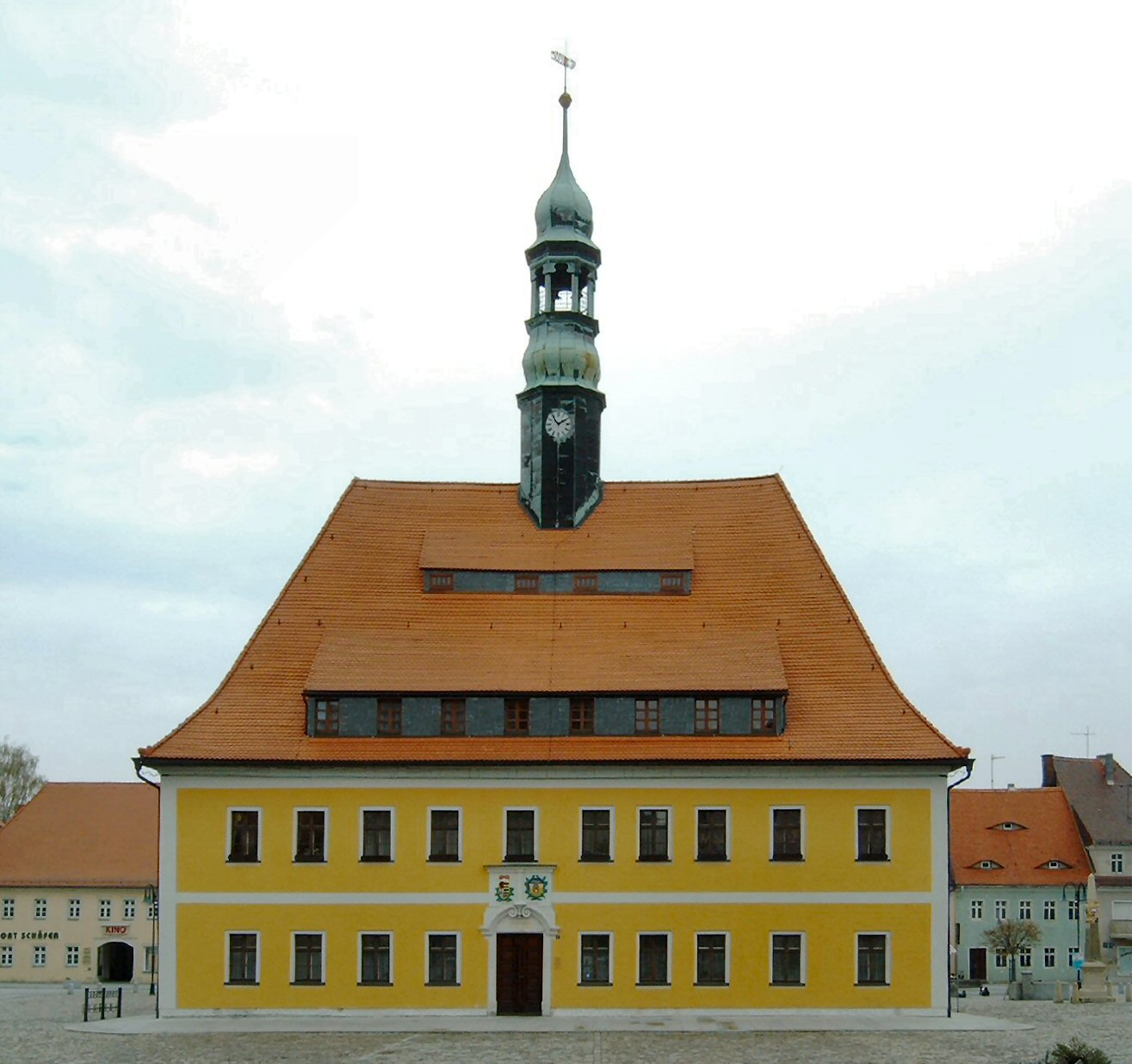
Neustädter Rathaus

- AfD: 6 Sitze
- Freie Wähler: 3 Sitze
- CDU: 2 Sitze
- BSW: 1 Sitz

- BSW: 1
- NfN: 6
- FW: 3
- CDU: 2
- AfD: 6

| Liste                                       | 2024   | 2024   | 2019   | 2019   | 2014   | 2014   |
| Liste                                       | Sitze  | in %   | Sitze  | in %   | Sitze  | in %   |
| ------------------------------------------- | ------ | ------ | ------ | ------ | ------ | ------ |
| Wählervereinigung „Neustädter für Neustadt“ | 6      | 34,4   | 7      | 34,6   | 9      | 36,8   |
| AfD Sachsen                                 | 6      | 31,6   | 5      | 26,7   | 1      | 7,6    |
| Freie Wähler                                | 3      | 17,9   | –      | –      | –      | –      |
| CDU                                         | 2      | 8,8    | 4      | 21,1   | 7      | 29,4   |
| BSW                                         | 1      | 7,3    | –      | –      | –      | –      |
| FDP                                         | –      | –      | 1      | 9,8    | 2      | 9,9    |
| Linke                                       | –      | –      | 1      | 6,3    | 2      | 11,0   |
| NPD                                         | –      | –      | –      | 1,5    | 1      | 5,3    |
| Wahlbeteiligung                             | 68,6 % | 68,6 % | 62,8 % | 62,8 % | 49,5 % | 49,5 % |

### Bürgermeister
Bürgermeister von Neustadt in Sachsen ist seit 2015 Peter Wolfgang Mühle.

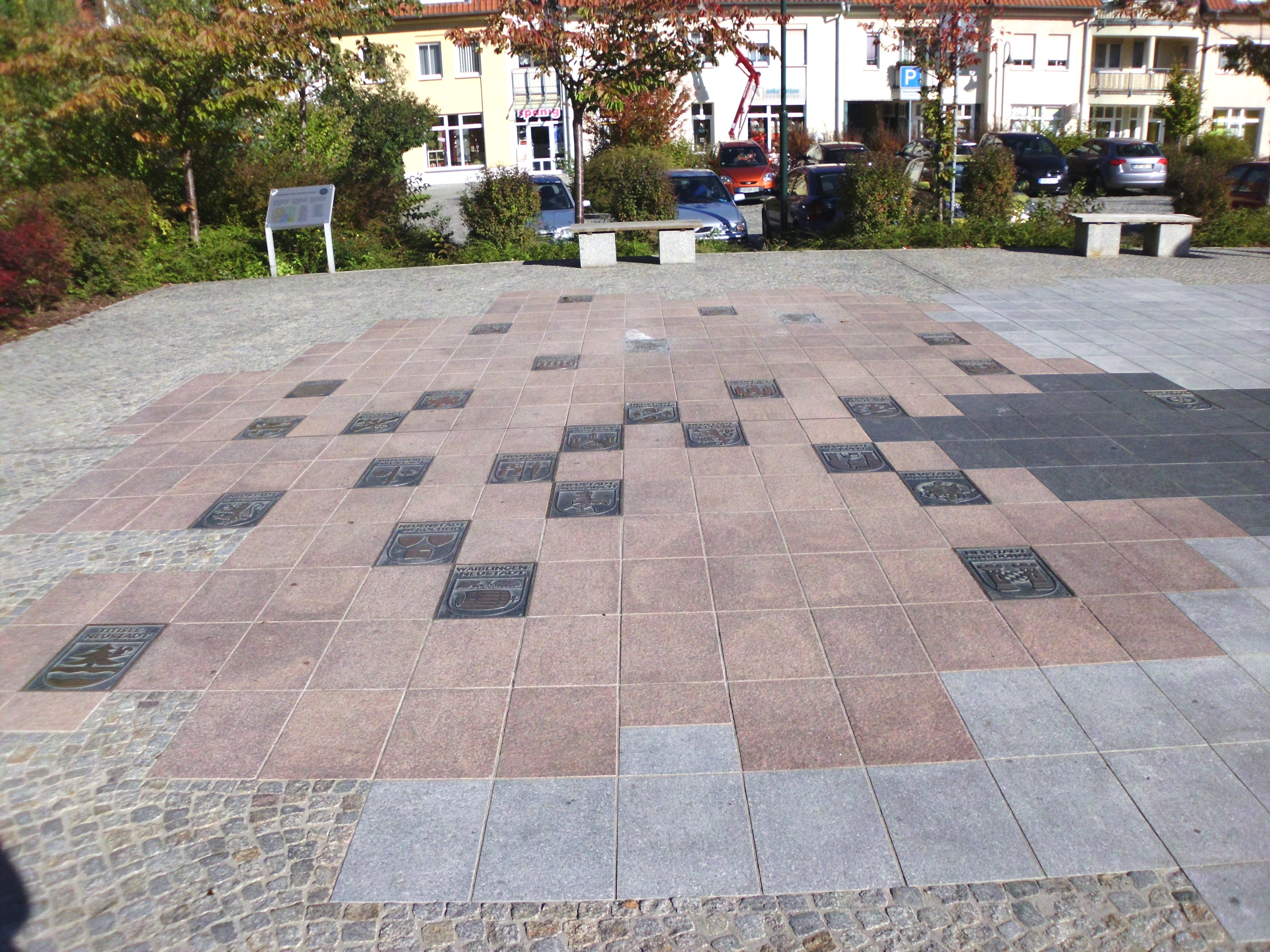
In den Boden eingelassene Steinplatten aller Städte mit dem Namen Neustadt in Neustadt in Sachsen

| Wahl | Bürgermeister                          | Vorschlag                              | Wahlergebnis                           |
| ---- | -------------------------------------- | -------------------------------------- | -------------------------------------- |
| 2025 | Wahl am 18. Mai (und ggf. am 15. Juni) | Wahl am 18. Mai (und ggf. am 15. Juni) | Wahl am 18. Mai (und ggf. am 15. Juni) |
| 2022 | Peter Wolfgang Mühle                   | Mühle                                  | 45,4 %                                 |
| 2015 | Peter Wolfgang Mühle                   | NfN                                    | 69,2 %                                 |
| 2013 | Manfred Elsner                         | FDP                                    | 90,2 %                                 |
| 2006 | Manfred Elsner                         | Elsner                                 | 58,0 %                                 |
| 2001 | Dieter Grützner                        | CDU                                    | 98,2 %                                 |

### Städtepartnerschaften
Die Stadt pflegt partnerschaftliche Beziehungen mit den Orten
- Günzburg,
- Titisee-Neustadt und
- Weilheim an der Teck

sowie zu den Gemeinden
- Meckenbeuren,
- Frittlingen in Deutschland und
- Kehlen in Luxemburg.

Außerdem ist die Stadt Mitglied in der größten Städtefreundschaft Europas:
- 37 Städte und Gemeinden aus Deutschland, Österreich, Ungarn, Polen, der Slowakei, Tschechien und den Niederlanden, die den Namen Neustadt tragen, haben sich in der Arbeitsgemeinschaft Neustadt in Europa zusammengeschlossen.

Zur DDR-Zeit war
- Krnov (Jägerndorf) in der heutigen Tschechischen Republik Partnerstadt.

## Kultur und Sehenswürdigkeiten

### Bauwerke
Das Rathaus in der Mitte des Marktplatzes wurde um 1700 erbaut. Über dem Rathausportal befinden sich das Meißner und das Neustädter Wappen. Der kupferbeplankte Rathausturm mit der Uhr ähnelt einem Huthaus, was sich vielleicht mit der Gründungsgeschichte der Stadt durch Freiberger Bergleute erklären lässt.
Unweit des Rathauses, auf dem Markt, befindet sich die Kursächsische Postmeilensäule Neustadt in Sachsen aus dem Jahre 1729 von der kurfürstlich-sächsischen Post, die einst vor dem Rathaus stand, u. a. mit Entfernungsangaben zu vielen umliegenden Städten in Wegstunden (1 St. = 7,531 km).

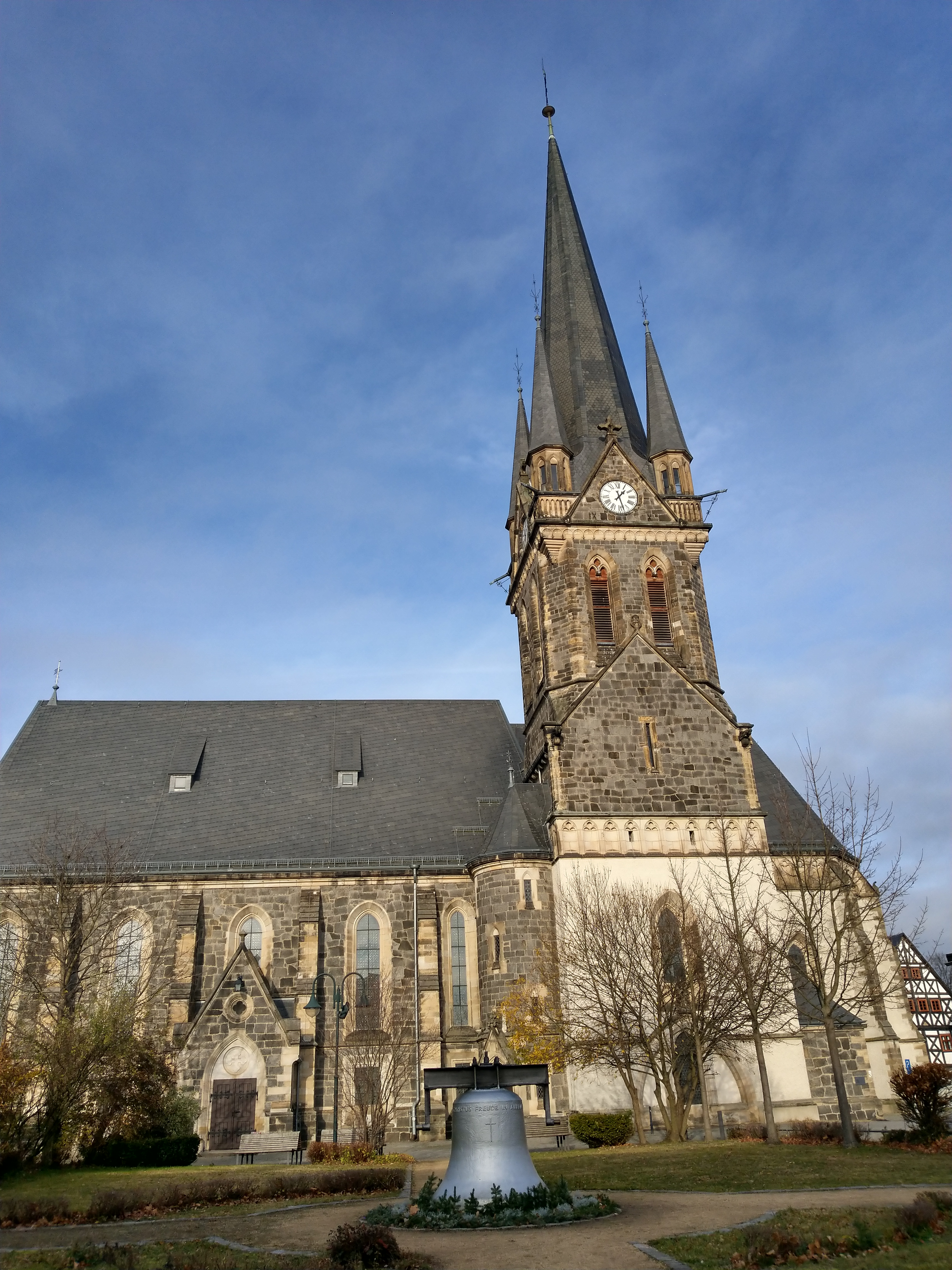
St.-Jacobi-Kirche (Ev.-Luth.) am Stadtpark

Das höchste Gebäude ist der Turm der 1884 im neogotischen Stil umgebauten evangelischen St.-Jacobi-Kirche. Das erste Mal erwähnt wurde die Jakobikirche 1346. Seitdem gab es an dieser Stelle mehrere Kirchenbauten aus Holz und später auch aus Stein, die zum Teil baufällig wurden, oder den Anforderungen der wachsenden Stadt nicht mehr genügten. Der älteste erhaltene Teil der Kirche ist der Altarraum aus dem 16. Jahrhundert. Sein gotisches Bruchsteingewölbe enthält zwei Schlusssteine, die schon in sehr alten Dokumenten erwähnt wurden. Die Darstellungen auf den drei Schlusssteinen symbolisieren die Dreifaltigkeit Gottes:
Gott Vater ist schlicht als Punkt bzw. Kreis dargestellt, der Sohn als Christuskopf und der Heilige Geist als Taube.
Der schöne, geschnitzte Altar und die Renaissance-Epitaphien im Altarraum sind Sehenswürdigkeiten. Der Turm mit seinen vier Zifferblättern ist weithin von den umliegenden Hügeln zu sehen und wer gute Augen hatte, konnte auch zu Zeiten, als Armbanduhren noch nicht selbstverständlich waren, beispielsweise bei der Feldarbeit, immer die genaue Zeit ablesen. Das Schlagen der Glocken zu jeder Viertel-, halben, Dreiviertel- und vollen Stunde und das Festgeläut sind in der Stadt und je nach Wind auch bis in die umliegenden Dörfer zu hören.

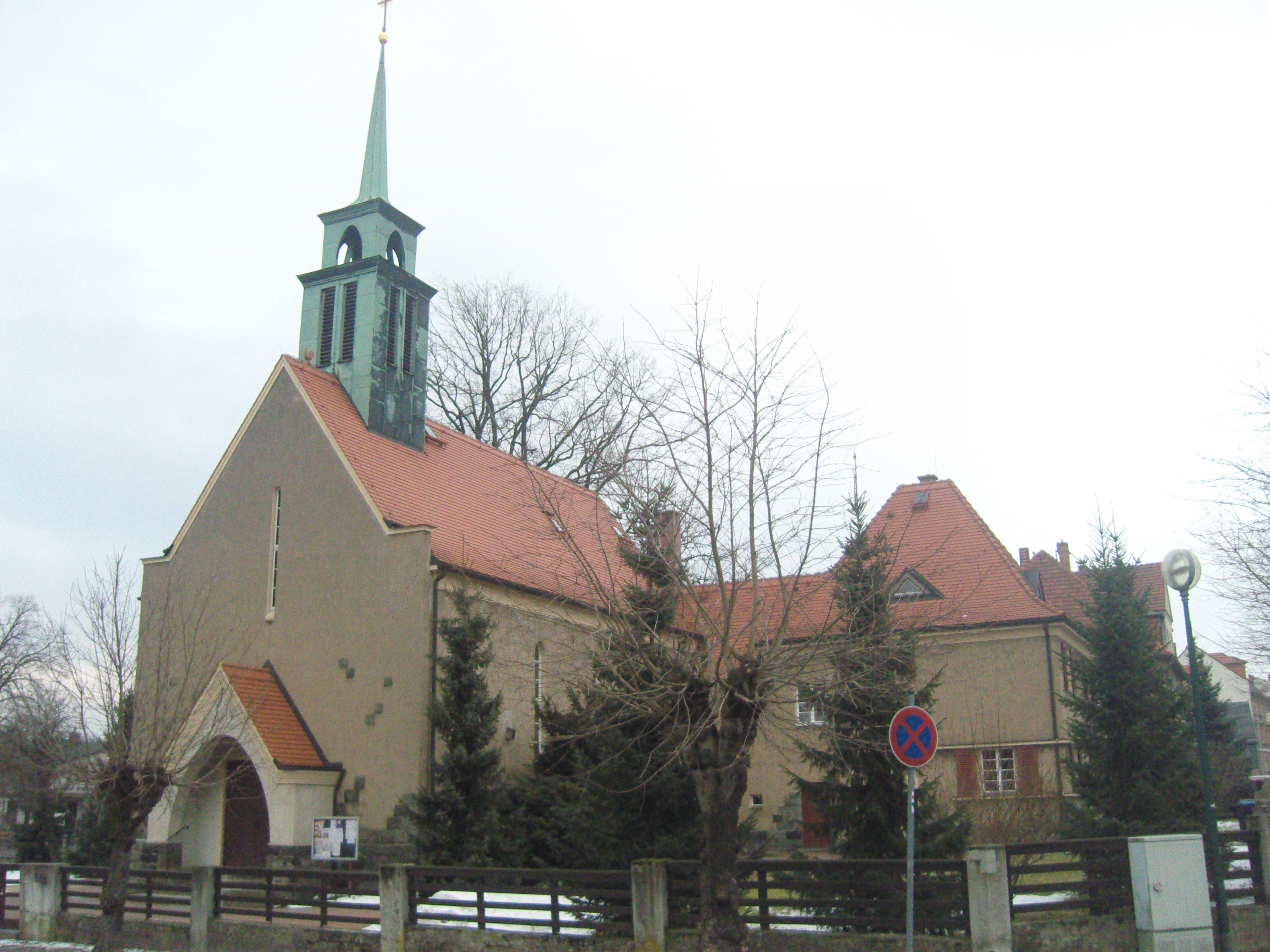
St.-Gertrud-Kirche

Im Sommer ist die St.-Jacobi-Kirche meist an den Dienstagen zur Besichtigung geöffnet, nach Absprache mit dem Pfarramt sind andere Zeiten möglich. Neben den Gottesdiensten finden jährlich zahlreiche Konzerte in der Jakobikirche statt.
Das älteste Wohnhaus Neustadts ist das 1616 erbaute Pfarrhaus mit seinem Eingangsportal im Renaissancestil und seinem offengelegten fränkischen Fachwerk. Dort wohnte der Erforscher der Sächsischen Schweiz, Wilhelm Leberecht Götzinger.
Die katholische St.-Gertrud-Kirche in der Nähe des Stadtparkes wurde 1927–1928 erbaut.

### Gedenkstätten und Sehenswürdigkeiten
- Gedenktafel aus dem Jahre 1983 im Schlosspark des Ortsteiles Langburkersdorf zur Erinnerung an drei namentlich bekannte sowie zwei unbekannte französische KZ-Häftlinge, die bei einem Todesmarsch vom KZ-Außenlager Schwarzheide des KZ Sachsenhausen im April 1945 von SS-Männern ermordet wurden.
- Eine ähnliche Gedenktafel an der Außenmauer des Friedhofs von Neustadt erinnert an weitere sechs von SS-Männern ermordete Häftlinge, Juden und Tschechen: Robert Küffler, Alfred Weinstein, Egon Bellak, Milan Mahra, Franz König und Hans Lustig.
- Eine weitere Gedenktafel an der Bushaltestelle des Ortsteiles Rugiswalde erinnert ebenfalls an die Schrecken des Todesmarsches.

Eine Sehenswürdigkeit ist die aus Bronze gegossene Ziege auf der Götzingerhöhe. Sie wurde 1969 für die Kindertagesstätte in der Götzingerstraße geschaffen und dort im Garten aufgestellt, wo sie von den Kindern als Klettergerät benutzt wurde. Später wurde sie wegen der Verletzungsgefahr entfernt und fand ihren Platz auf der Götzingerhöhe. Nachdem sie zwischenzeitlich für etwa zehn Jahre vor dem Museum in der Malzgasse gestanden hatte, wurde die Ziege 2008 wieder dort aufgestellt.
Sehenswert ist des Weiteren eine Sandsteinfigur, die an der Ecke Böhmische Straße/Markt in 4,50 Meter Höhe ein Blumenmädchen darstellt und 1956 von dem Dresdner Bildhauer Albert Braun geschaffen wurde. Die Figur soll an die dort bis 1989 florierende Kunstblumenindustrie erinnern.
An der Fassade des Gebäudes Dresdner Straße 3, dem ehemaligen Schokoladenladen, erinnert ein Relief an die „Pfeng-Pauline“, eine Handelsfrau, die um 1900 eine stadtbekannte Persönlichkeit war. In ihrem Korb hatte sie stets Süßigkeiten, die sie für Pfennigbeträge auf Volksfesten der Umgebung verkaufte. Sie war stets ärmlich gekleidet, mit Holzpantinen und Kopftuch, hinterließ jedoch der Legende nach bei ihrem Tod ein stattliches Vermögen.

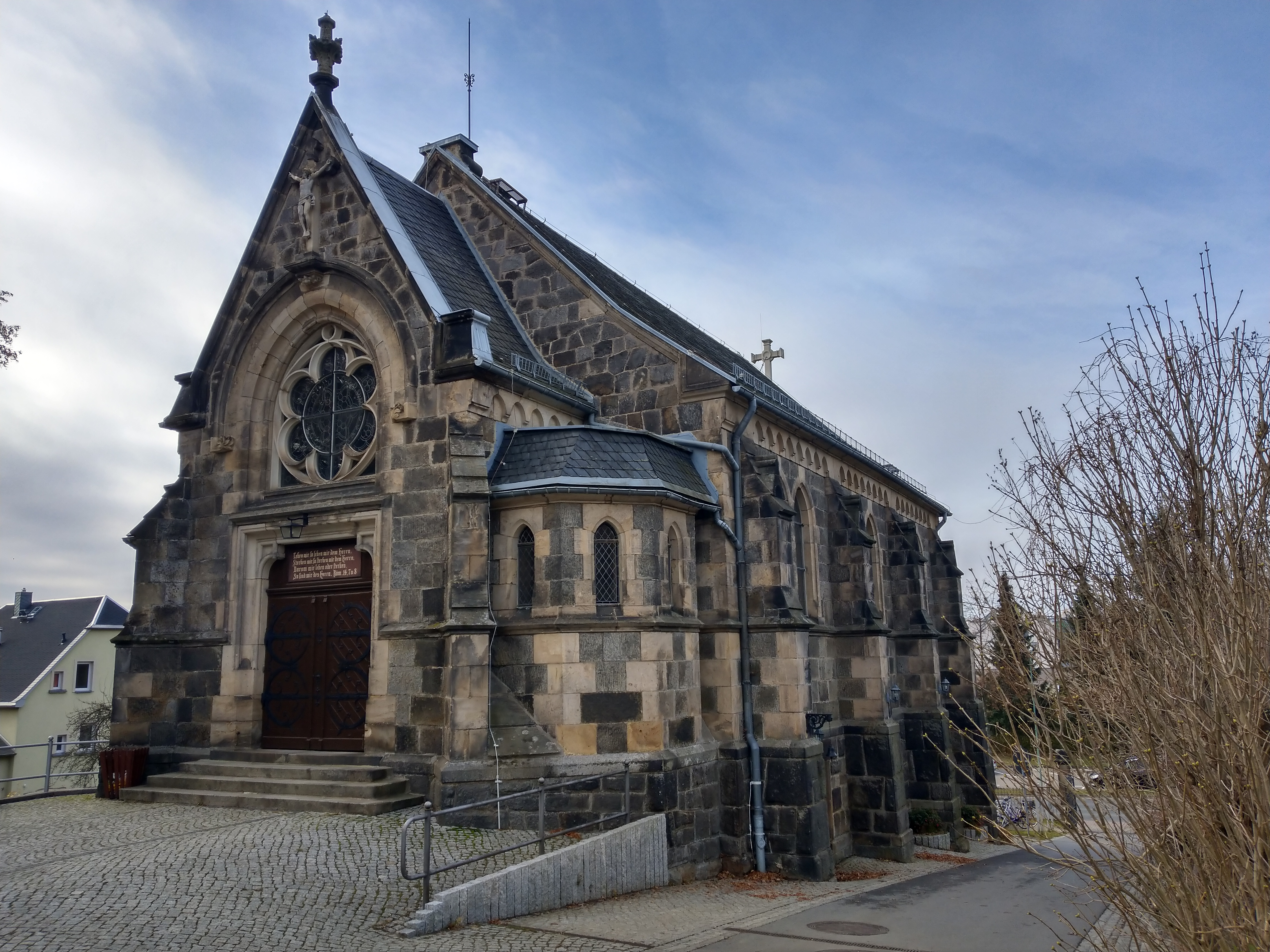
Friedhofskapelle im Neuen Friedhof

### Museen
Das Stadtmuseum im alten Malzhaus der ehemaligen Brauerei Schmole informiert über wichtige Etappen der Stadtgeschichte wie etwa dem Goldbergbau, der Kunstblumenindustrie und dem Landmaschinenbau sowie über bedeutende Persönlichkeiten, welche weit über die Stadtgrenzen hinaus wirkten, darunter Wilhelm Leberecht Götzinger, Friedrich Adolph Struve und Julius Mißbach. Durch regelmäßige Wechselausstellungen und Abendveranstaltungen leistet das Museum zudem einen bedeutenden Beitrag für das kulturelle Leben der Stadt.
Seit dem 19. Oktober 2007 gibt es im Ortsteil Berthelsdorf die Gold- und Mineralienerlebnisstätte. Dieses Museum entstand im Rahmen des Projektes „Gold in der Oberlausitz – ein Tourismusangebot“. Es ist ein Informationszentrum über Geologie, Geschichte und Gewinnung von Gold, Mineralien und Gestein in der Region.
Anlässlich der Götzinger-Tage zum 250. Geburtstag Wilhelm Leberecht Götzingers vom 5. bis 7. September 2008 wurde ein Gastraum des Berggasthofes Götzingerhöhe als Götzinger-Stube eingerichtet.

### Musik
In Neustadt in Sachsen gibt es acht Musikgruppen bzw. Chöre, wie den Heimatchor Polenztal, den Hohwaldchor, das Schalmeienorchester, die Hohwaldmusikanten und die Old Friends.

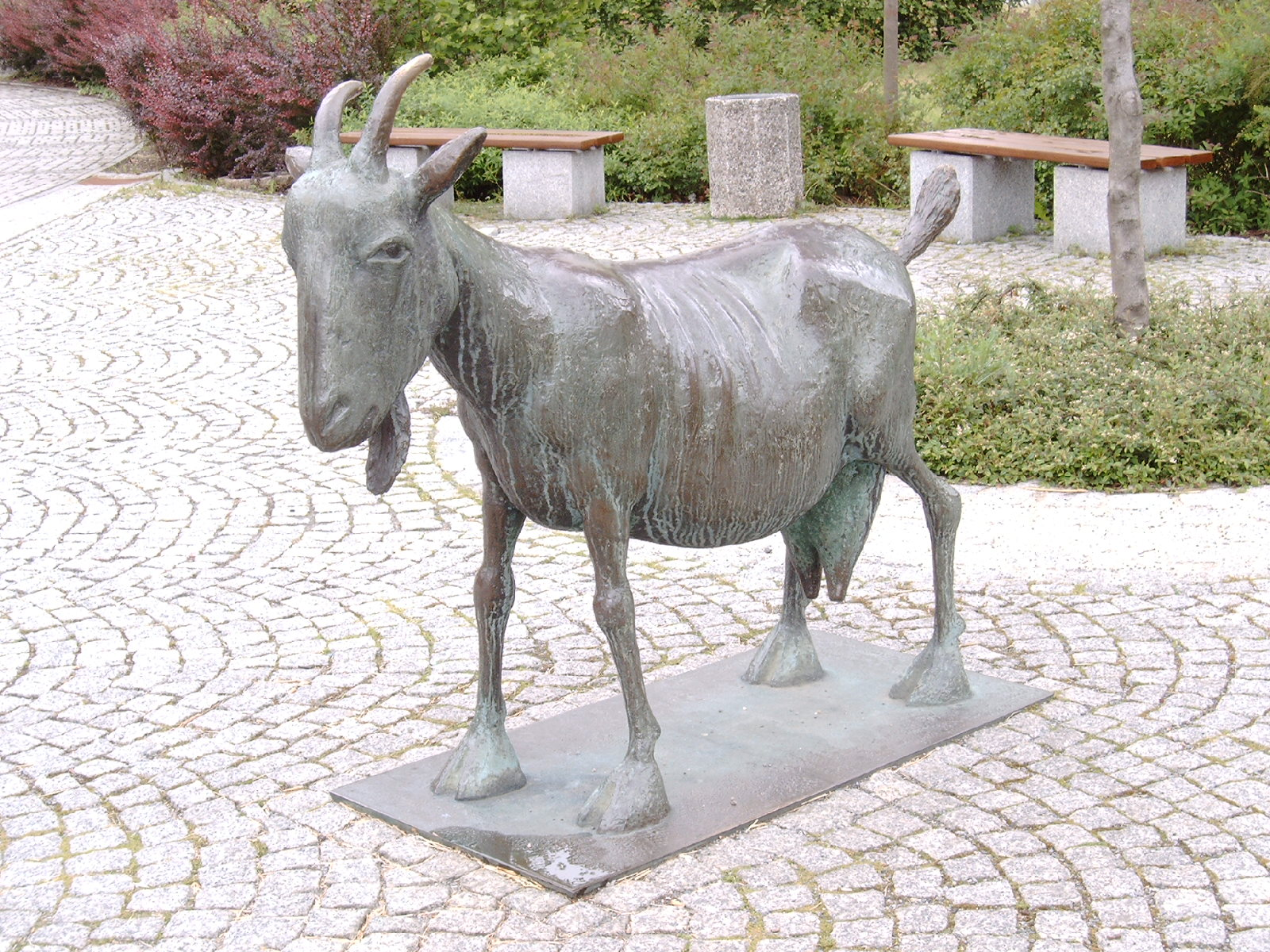
Neustädter Ziege

### Naturschutz
- Siehe auch: Liste der Naturdenkmale in Neustadt in Sachsen

## Wirtschaft und Infrastruktur

### Metallindustrie

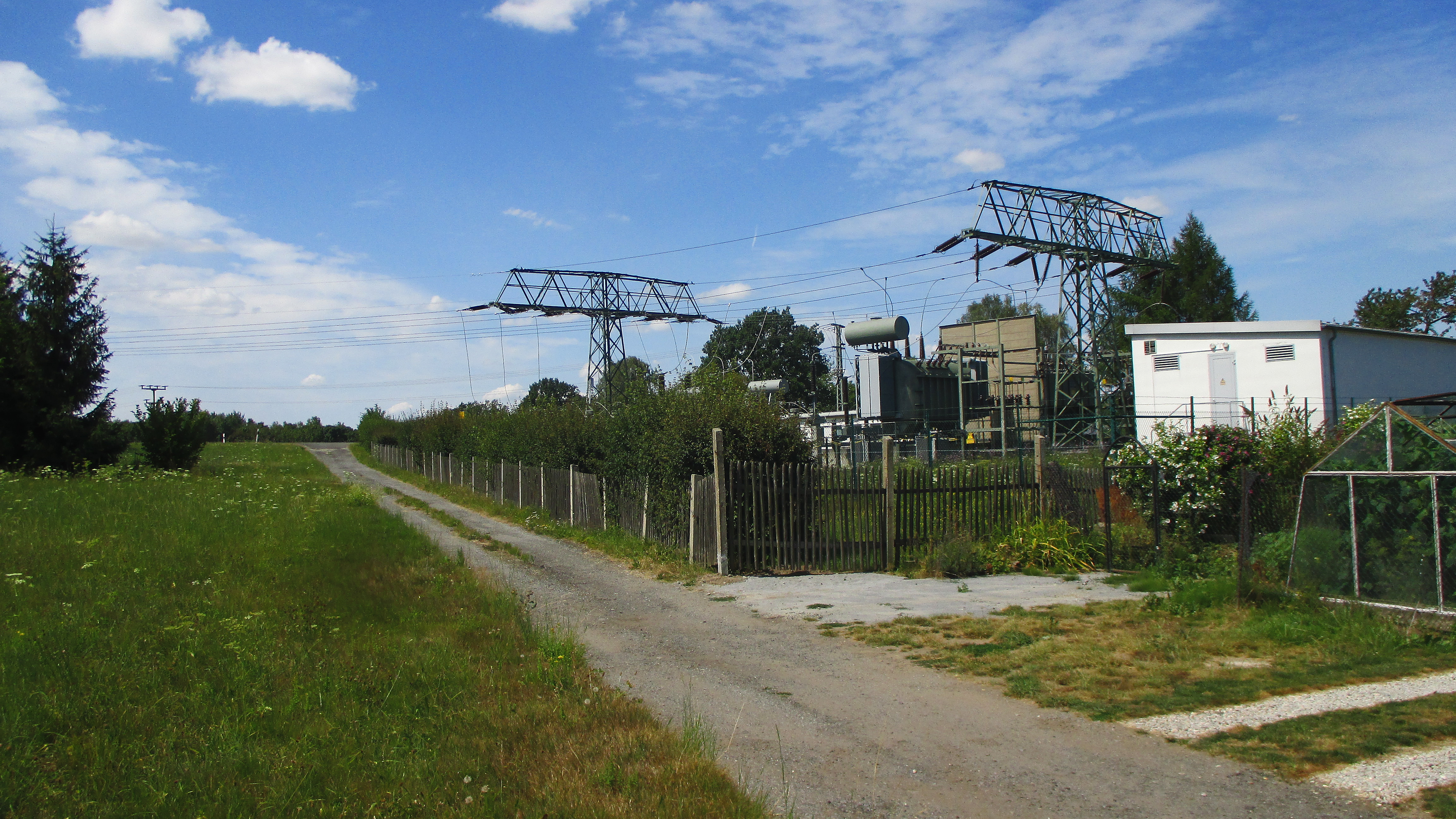
Strom-Umspannwerk – Neustadt in Sachsen

Bis 1989 war Neustadt ein Zentrum des Landmaschinenbaus. Das nach dem Zweiten Weltkrieg gegründete VEB Kombinat Fortschritt Landmaschinen trug wesentlich zum Wachstum der Stadt bei. Die Einwohnerzahl verdoppelte sich von 1948 bis 1984.
Das Fortschrittwerk, hervorgegangen aus den ehemaligen Heringwerken (Zweigwerk der Hering AG Nürnberg), war damals der größte Arbeitgeber in der Region. Im Werk Neustadt wurden Ballenpressen und Schwadmäher gefertigt. Zum Kombinat gehörten auch andere Werke, wie in Singwitz, wo Mähdrescher der Reihen E 512 und später E 516 gefertigt wurden, oder Kirschau (Getriebeherstellung). Die Entwicklung und der Musterbau für alle diese Maschinen, die in den typischen Firmenfarben Blau und Weiß weltweit exportiert wurden, befand sich in Neustadt. Ab den 1960er Jahren wurden kleinere Betriebe am Ort wie eine Messerfabrik oder das Emaillierwerk in das Fortschrittwerk eingegliedert.

### Kunstblumenindustrie
Es gab kleine Blumenfabriken, die später verstaatlicht und zusammengefasst zum VEB Kunstblume Sebnitz Kunstblumen herstellten. Die Anfertigung der Blumen war häufig Frauenarbeit. Beim „Blumen Machen“ oder „Laub Auflegen“ wurden die ausgestanzten Blätter auf die Stiele geklebt oder Blüten aus fertig gestanzten Teilen zusammengefügt. Diese Arbeiten erfolgten oft in Heimarbeit, für die Abrechnung bedienten sich die Arbeiterinnen der alten Zählweise mit Gros und Dutzend. Da bei der Heimarbeit mit teilweise gefährlichen Substanzen wie Klebstoffen oder Glasgrieß gearbeitet wurde, entstanden auch Gefahren speziell für die oft anwesenden Kinder. Das Ausstanzen und andere Arbeiten, die nicht zu Hause erfolgen konnten, erledigten sogenannte Blumenmädchen in den Fabriken. Nach der Wende war dieser Industriezweig der Billigkonkurrenz aus anderen Ländern nicht mehr gewachsen.

### Situation seit den 1990er Jahren

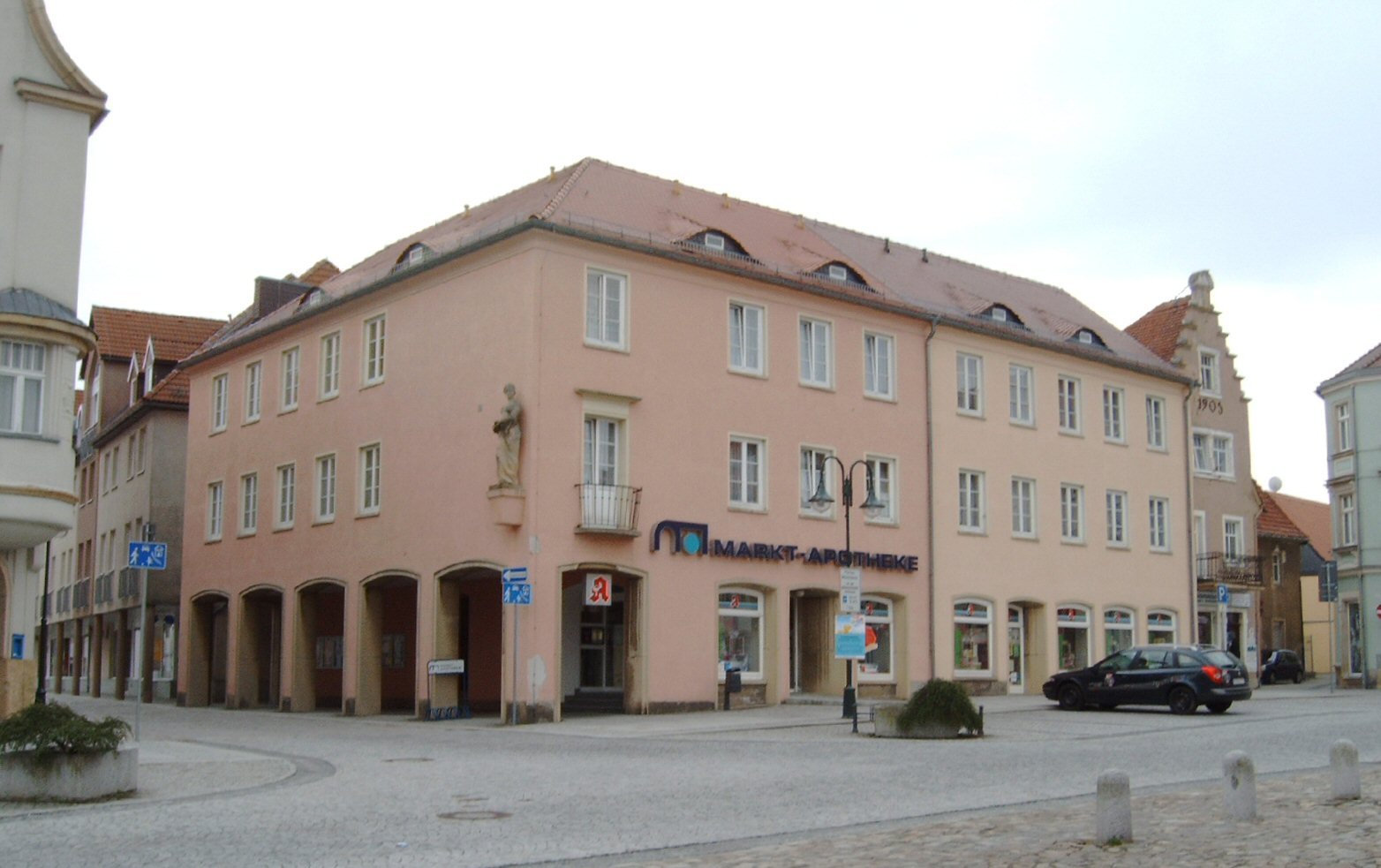
Am Markt dominieren Neubauten aus den 1950er Jahren. Nur Reste der alten Bebauung, z. B. das Haus im Hintergrund mit der Jahreszahl 1905, blieben erhalten. Die Figur am Eckhaus stellt ein Blumenmädchen dar und soll an die hier bis 1990 florierende Kunstblumenindustrie erinnern.

Die wirtschaftliche Situation in Neustadt wird von klein- und mittelständischen Unternehmen, dem lokalen Handwerk und Dienstleistern bestimmt.
In der Stadt waren 2022 insgesamt 5063 sozialversicherungspflichtig Beschäftigte erfasst, davon entfielen 1873 auf den Wirtschaftsbereich Bergbau und verarbeitendes Gewerbe. Zu den wichtigsten ansässigen Unternehmen zählen der Ortsverband des Arbeiter-Samariter-Bundes mit über 400 Beschäftigten (2013), die Capron GmbH, die im Gelände des ehemaligen VEB Fortschritt Landmaschinen Kombinat seit 2006 Wohnmobile fertigt (2020: 800 Mitarbeiter) und die Gerodur MPM Kunststoffverarbeitung GmbH & Co. KG (2019: 222 Mitarbeiter), einer der führenden Hersteller von Polyethylenrohren in Europa.
Im Ortsteil Berthelsdorf befindet sich die zu den Asklepios Kliniken gehörende Orthopädische Klinik Hohwald. Die Klinik verfügt über 105 Betten und beschäftigte 2012 etwa 240 Mitarbeiter.
Im Ortsteil Polenz ist die Ostsächsische Gummiwerke Polenz GmbH ansässig, die mit ca. 70 Mitarbeitern (2012) technische Formteile aus Gummi sowie Gummi-Metall- und Gummi-Kunststoff-Verbindungen produziert. Die Firma ist seit 2010 Bestandteil der Veritas AG.
Der Automobilzulieferer Veritas AG nahm im Juni 2012 im Ortsteil Langburkersdorf ein neues Zweigwerk in Betrieb. 2024 waren hier ca. 150 Mitarbeiter beschäftigt.
Die wirtschaftliche Situation Neustadts war bis 2009 von einer vergleichsweise hohen Arbeitslosigkeit bestimmt. Zwischen 2009 und 2011 konnte jedoch die Zahl der Arbeitslosen im Raum Neustadt/Sebnitz um 28 Prozent reduziert werden. Im Jahresdurchschnitt 2011 wurde dort eine Arbeitslosenquote von 10,5 Prozent registriert.

### Situation heute

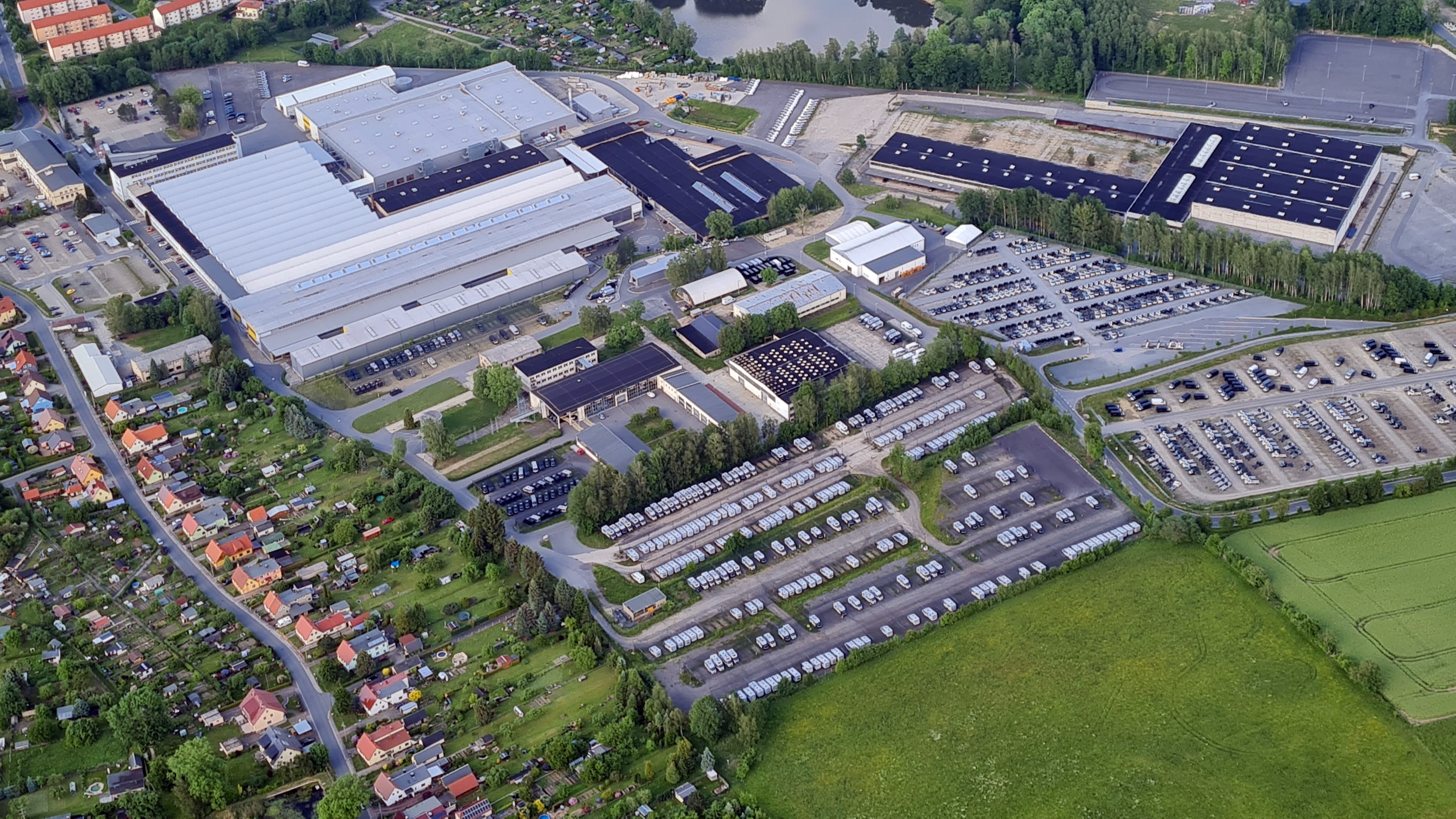
Ehemaliges Fortschritt Landmaschinenbaugelände, heute Capron

In den sechs komplett erschlossenen Industrie- und Gewerbegebieten stehen noch Flächen zur Ansiedlung bereit. Nicht nur traditionelle Handwerksbetriebe schätzen die Lage und gute Verkehrsanbindung. Zahlreiche Unternehmen der Kunststoff- und metallverarbeitenden Industrie haben sich in den vergangenen Jahren dort angesiedelt, darunter namhafte Firmen, wie der Wohnmobil-Hersteller Capron, Veritas, Gerodur oder WTK-Elektronik. Sie nutzen das Potenzial an gut ausgebildeten Mitarbeitern, das auf die industrielle Tradition der Stadt zurückzuführen ist. So wurde die Capron GmbH bereits im Jahr 2013 als 1. Regionaler Botschafter der Region vom Landkreis benannt.
Auch die Bereiche Gesundheit und soziale Dienstleistungen bieten viele Arbeitsplätze. So ist der ASB Ortsverband Neustadt/Sachsen e. V. einer der größten Dienstleister und Arbeitgeber auf diesem Gebiet in der Region. Ein Aushängeschild ist die Asklepios Orthopädische Klinik Hohwald. Das renommierte Fachkrankenhaus für Orthopädie und Rheumaorthopädie ist weit über Sachsen hinaus bekannt. Bei der Suche nach qualifizierten Fachkräften profitieren die Unternehmen von der Nähe zu mehreren Universitäten und Hochschulstandorten. Die Nachbarschaft des  Dreiländerecks Deutschland–Polen–Tschechien bietet zudem grenzüberschreitende Perspektiven.

### Verkehr

#### Straßennetz
Neustadt verfügt über gut ausgebaute und instandgehaltene Umgehungsstraßen. Die Wohngebiete sind meist durch Ringstraßen erschlossen.
- Ost-West-Umgehung: Dresden – Löbau / Sebnitz über Dr.-Wilhelm-Kaulisch-Straße
- Nord-Süd-Umgehung: Bischofswerda – Hohnstein über Bischofswerdaer Straße – Dr.-Wilhelm-Kaulisch-Straße – F.-Mildner-Straße – Berghausstraße

#### Eisenbahn- und Omnibusverbindungen

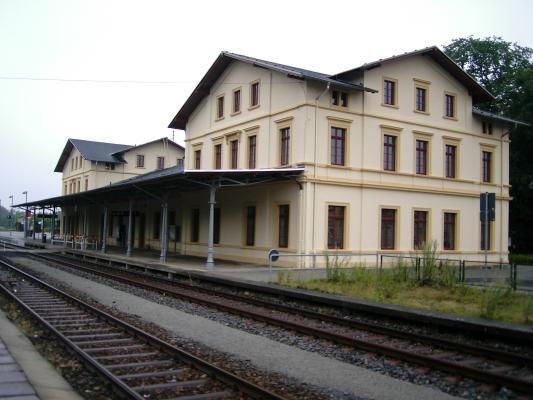
Empfangsgebäude des Bahnhofs von Neustadt

Im Jahr 1877 erhielt Neustadt einen Bahnhof und wurde damit an das Eisenbahnnetz angeschlossen. Der Bahnhof liegt an den Nebenstrecken Bautzen–Bad Schandau und Neustadt–Dürrröhrsdorf. Derzeit besteht eine Regionalbahnverbindung nach Pirna und Sebnitz. Diese Linie wurde seit dem 12. Dezember 2010 von der Städtebahn Sachsen als SB71 betrieben, bis im Dezember 2016 die Umbenennung in RB71 erfolgte. Seit dem 12. Dezember 2021 wird die Linie durch die DB Regio AG betrieben.
| Linie | Linienverlauf                                                     | Taktfrequenz        |
| ----- | ----------------------------------------------------------------- | ------------------- |
| RB 71 | Neustadt in Sachsen – Stolpen – Dürrröhrsdorf-Dittersbach – Pirna | Stundentakt (Mo–Fr) |
| RB 71 | Neustadt in Sachsen – Sebnitz                                     | Zweistundentakt     |

Außerdem verbinden mehrere Regionalbuslinien des Regionalverkehrs Sächsische Schweiz-Osterzgebirge (RVSOE) sowie der Müller Busreisen GmbH Neustadt mit Dresden, Pirna, Bautzen, Sebnitz, Hohnstein, Bischofswerda und Steinigtwolmsdorf sowie den Ortsteilen. Die Linie 261 ist dabei als Plusbus eingestuft.
| Linie  | Linienverlauf                                                                                 | Taktfrequenz/Fahrten                                                                     | Betreiber                        |
| ------ | --------------------------------------------------------------------------------------------- | ---------------------------------------------------------------------------------------- | -------------------------------- |
| 234    | Pirna – Dürrröhrsdorf – Stolpen – Neustadt in Sachsen                                         | 4 Fahrtenpaare (Mo–Fr)                                                                   | Müller.Bus. im Auftrag der RVSOE |
| 261    | Sebnitz – Neustadt in Sachsen – Stolpen – Rossendorf – Dresden                                | Stundentakt (Mo–Fr) / Zweistundentakt (Sa & So)                                          | RVSOE                            |
| 263    | Oberottendorf / Rückersdorf – Neustadt in Sachsen – Langburkersdorf                           | 6 bis 15 Fahrtenpaare, je nach Linienabschnitt (Mo–Fr an Schultagen)                     | RVSOE                            |
| 264    | Hohnstein – Neustadt in Sachsen – Oberottendorf – Bischofswerda                               | 7 bis 13 Fahrtenpaare, je nach Linienabschnitt (Mo–Fr an Schultagen)                     | RVSOE                            |
| 267512 | Sebnitz – Krumhermsdorf – Neustadt in Sachsen – Hohwaldklinik – Steinigtwolmsdorf (– Bautzen) | 11 bis 17 Fahrtenpaare, je nach Linienabschnitt (Mo–Fr) / 1 bis 5 Fahrtenpaare (Sa & So) | RVSOE / Müller.Bus.              |
| 267512 | Neustadt in Sachsen – Hohwald – Steinigtwolmsdorf – Bautzen                                   | 11 bis 17 Fahrtenpaare, je nach Linienabschnitt (Mo–Fr) / 1 bis 5 Fahrtenpaare (Sa & So) | RVSOE / Müller.Bus.              |

### Bildung

#### Vorhandene Schulen
- Allgemeinbildung

Friedrich-Schiller-Oberschule
Grundschule Oberottendorf
Julius-Mißbach-Grundschule
Evangelische Grundschule Hohwald
Förderschule Neustadt, OT Polenz
- Allgemein- und sprachliche Bildung und musikalische Bildung

Volkshochschule Sächsische Schweiz, Außenstelle Neustadt
Musikschule Sächsische Schweiz e. V.
- Berufsvorbereitung und -ausbildung

Unterrichts-Studio Pirna (USP) GmbH, Ausbildungsstätte Langburkersdorf
Internationaler Bund (IB), Außenstelle Neustadt Berufsschule für Krankenpflege der Asklepios Orthopädischen Klinik Hohwald
Hochschulen
- Fachhochschule Dresden

#### Ehemalige Schulen
- Allgemeinbildung

Götzinger Gymnasium (Jetzt Friedrich-Schiller-Oberschule)
Mittelschule Langburkersdorf
Grundschule Polenz
Grundschule Langburkersdorf

### Freizeit- und Sportanlagen
- Sportforum Neustadt
- Volksbank-Stadion-Neustadt und Kunstrasenplatz
- Kunstrasenplatz Langburkersdorf
- Waldparkstadion Rugiswalde
- Sportplatz in Niederottendorf
- Turnhallen in Polenz, Langburkersdorf, Niederottendorf
- Gemeindehaus Rückersdorf
- Reiterhof Mariengut
- Tennisplätze des 1. TC Neustadt
- Freizeitbad „Mariba Freizeitwelt“ mit Fitnesscenter (Betreiber Mariba Freizeitwelt)
- Freibadesee Neustadt, Rugiswalder Weg
- Waldbad Polenz
- Grenzlandlichtspiele (Kino)
- Skilift in Rugiswalde
- PSV „Schusterhof“ Polenz e. V.
- Radweg „Rund um Neustadt“, je nach Route zwischen 20 und 35 Kilometer lang.
- Schießstand am Wasserberg (Privilegierte Schützengesellschaft zu Neustadt/Sachsen 1468 e. V.)

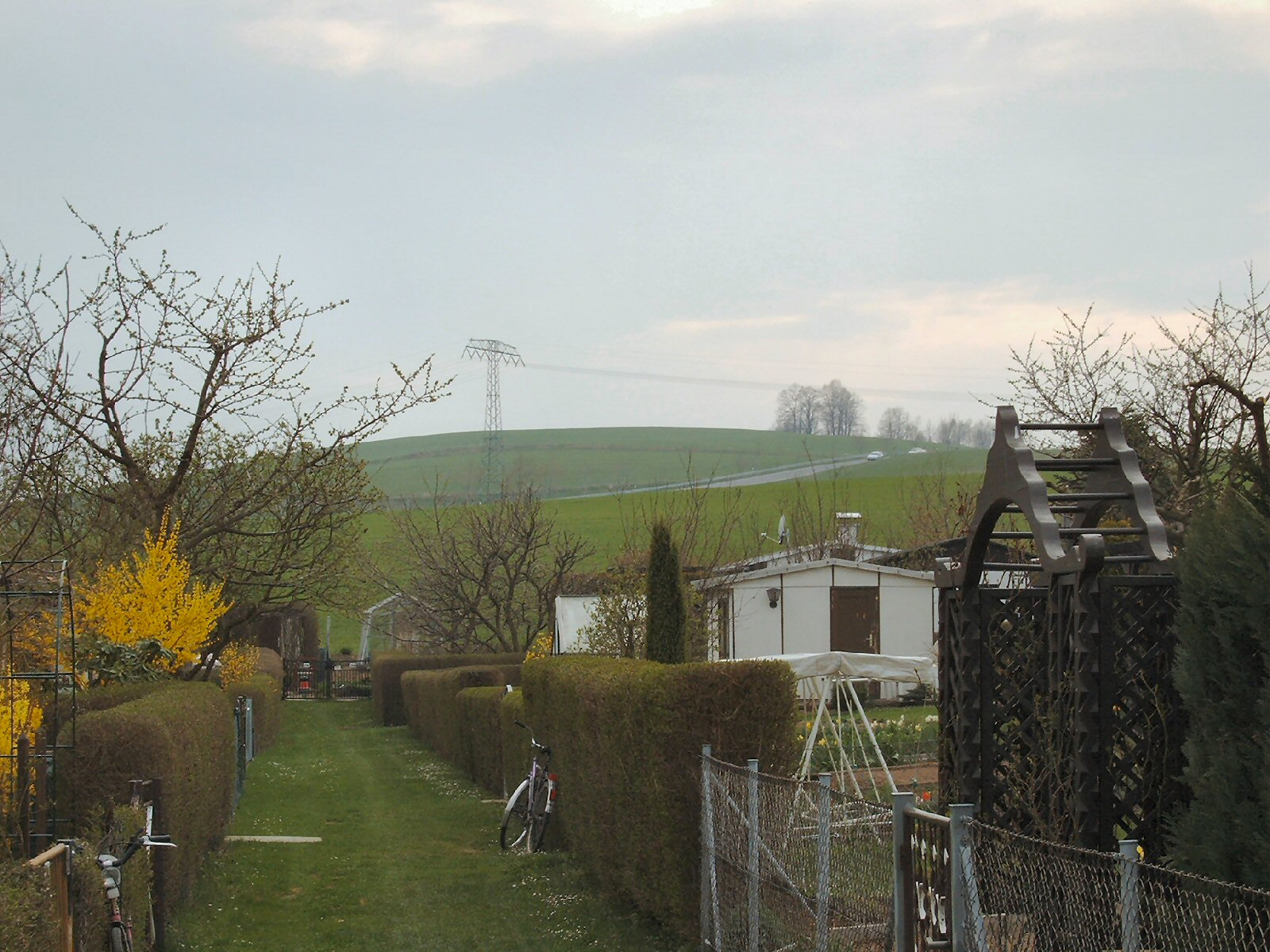
Karrenberg
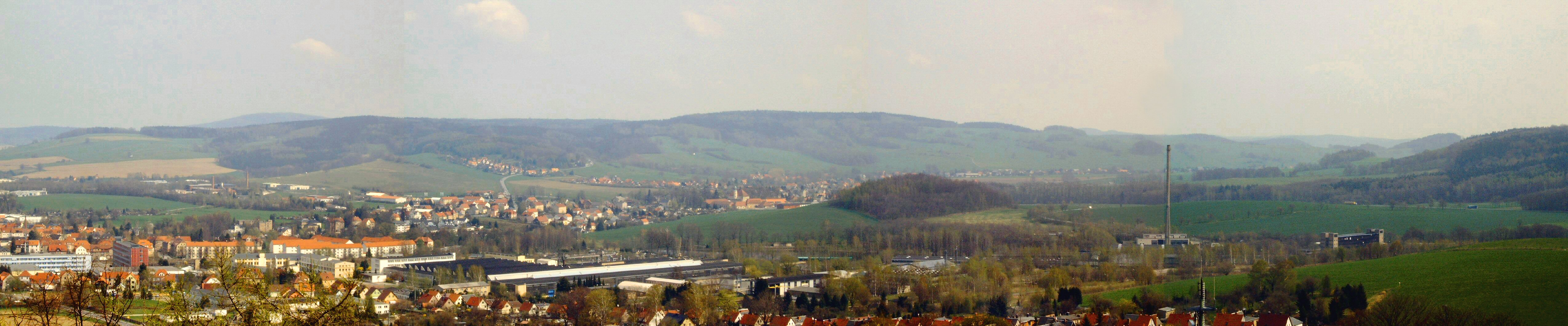
Blick zum Hohwald
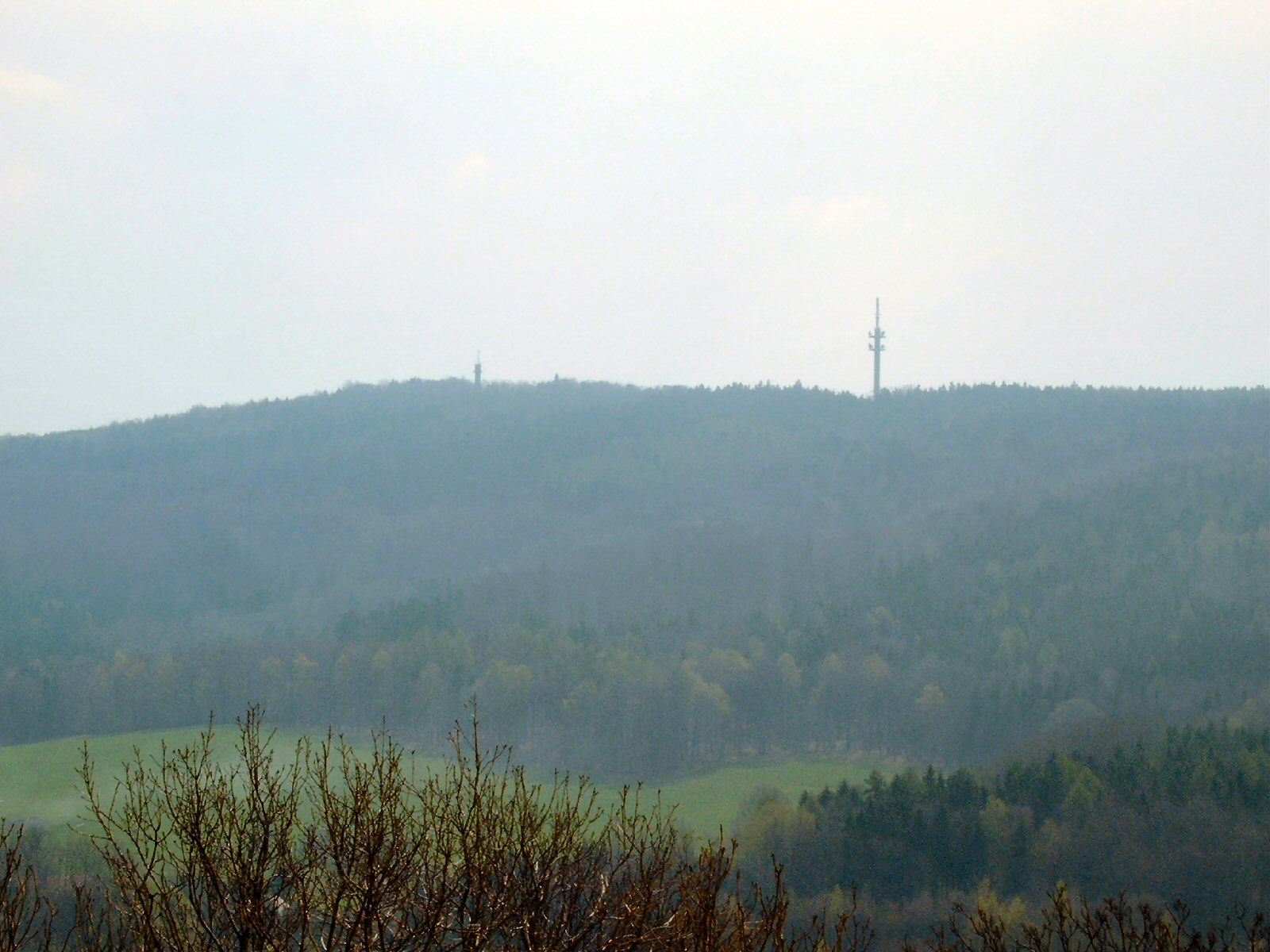
Ungerberg

## Persönlichkeiten

### Ehrenbürger aus Neustadt in Sachsen
- Wilhelm Michael Schaffrath (1814–1893), Vorsitzender des 1848 gegründeten Vaterlandvereins Neustadt und Mitglied der Frankfurter Nationalversammlung, des Reichstags und des Sächsischen Landtags
- Stadtrat Hermann Nitzsche, Beschluss vom 18. Dezember 1930 (25 Jahre ehrenamtliche Tätigkeit als Ratsmitglied)
- Bruno Dietze, 16 Jahre Bürgermeister der Stadt Neustadt in Sachsen, Urkunde verfasst am 28. Oktober 1965
- Dieter Grützner, Bürgermeister der Stadt Neustadt in Sachsen vom 1. Juni 1990 bis 2. Januar 2007, Stadtratsbeschluss vom 14. Dezember 2006, Ehrenbürgerbrief verfasst am 5. Januar 2007
- Günter Mews, zwanzigjähriges Wirken als Stadtrat, besondere Verdienste 1990 (politische Wende), Stadtratsbeschluss vom 24. Februar 2010, Ehrenbürgerbrief verfasst am 26. Mai 2010
- Manfred Elsner, Bürgermeister der Stadt Neustadt in Sachsen 3. Januar 2007 bis 31. Juli 2015, Stadtratsbeschluss vom 15. April 2015, Ehrenbürgerbrief verfasst am 1. Juni 2015

### Söhne und Töchter der Stadt

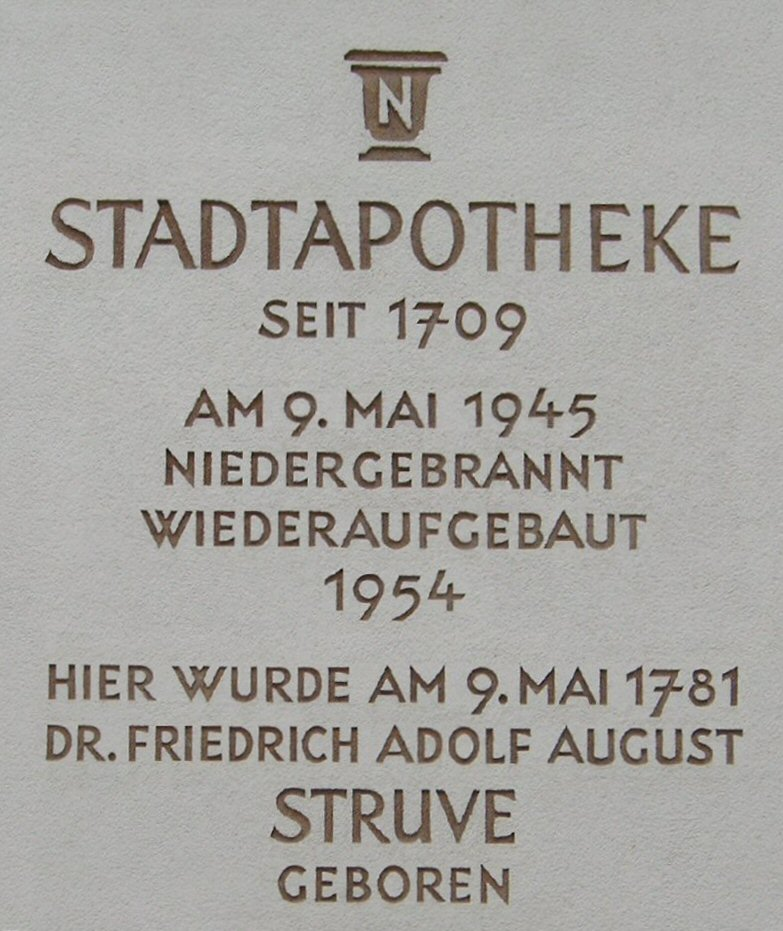
Inschrift an der Stadtapotheke am Markt

- Johann Siegmund von Liebenau (1607–1671), Offizier und Amtshauptmann in Pirna, geboren in Krumhermsdorf
- Christian Clodius (1647–1717), Liedersammler
- Christian Krumbholtz (1662–1725), evangelisch-lutherischer Geistlicher, Hauptpastor in Hamburg
- Johann Daniel Longolius (1677–1740), Arzt und Mathematiker, geboren im Ortsteil Rückersdorf
- Friedrich Adolph Struve (1781–1840), Erfinder des künstlichen Mineralwassers, gründete 1818 in Dresden die erste Mineralwasseranstalt
- Max Wilhelm Götzinger (1799–1856), deutsch-Schweizerischer Germanist und Gymnasiallehrer
- Carl Julius Fritzsche (1808–1871), Pharmazeut und Chemiker
- Oswald Ufer (1828–1883), deutscher Maler, Kupferstecher und Fotograf
- Karl Friedrich Seifert (1838–1920), Kupferstecher und Radierer
- Maximilian Forker-Schubauer (1844–1932), Verwaltungsjurist und Kreishauptmann in Zwickau
- Karl Hanns Taeger (1856–1937), Kunstmaler und Lehrer an der Kunstakademie Dresden
- Paul Schmidt (1872–1950), Mediziner, Hygieniker und Hochschullehrer
- Paul Lehmann (1883–1961), Sozialdemokrat und SED-Mitglied (Parteiausschluss 1955 wegen DDR-Flucht), war 1929–1933 Abgeordneter des Provinzial-Landtags Niederschlesien in Breslau und 1947–1948 Erster Bürgermeister von Wurzen
- „Pfeng-Pauline“, Neustädter Original um 1900
- Bruno Dietze, sozialdemokratischer Bürgermeister in den ersten Jahren nach 1945
- Bernhard Thieme (1926–1982), deutscher Wirtschaftsfunktionär, Generaldirektor des Kombinats Fortschritt Landmaschinen
- Kurt Domsch (1928–1999), Oberingenieur und leitender Verantwortlicher der Evangelischen Kirche in Sachsen und in der DDR
- Andreas Hahn (* 1951), Politiker (DDR-CDU, ab 1990 CDU), Mitglied des Sächsischen Landtages
- Bernd Hahn (1954–2011), Maler, Grafiker und Fotograf

### Persönlichkeiten, die vor Ort wirken oder gewirkt haben
- Gottlob August von Reibold (1664–1716), Rittergutsbesitzer in Polenz, Kammerherr und Ritter des Johanniterordens
- Wilhelm Leberecht Götzinger (1758–1818), von 1787 an wirkte er als Diakon, später als Pfarrer an der St.-Jakobi-Kirche. Durch seine Bücher, in denen er die Sächsische Schweiz beschreibt, gilt er als Erschließer dieser Landschaft. Nach ihm ist die „Götzingerhöhe“ benannt.
- Johann Gotthelf Hoyer (* um 1770), Neustädter Unternehmer, der an der Gründung der Elb-amerikanischen Compagnie beteiligt war
- Julius Mißbach (1831–1896), Riemergeselle; später Verleger und Buchhändler; Vater vieler im 19. Jahrhundert gegründeter Vereine; Vorkämpfer für den Eisenbahnbau (sächsische Semmeringbahn) sowie den Bau der Volksschule, des Amtsgerichtes, des Götzinger- und Ungerturmes